# Nicolás Rodríguez (calciatore 2004)
Nicolás Santiago Rodríguez Calderón (San José del Guaviare, 25 aprile 2004) è un calciatore colombiano, attaccante dell'Orlando City.

## Caratteristiche tecniche
È un'ala destra.

## Carriera
È cresciuto nel settore giovanile del Fortaleza C.E.I.F. ed ha debuttato in prima squadra il 13 ottobre 2021 nell'incontro di Categoría Primera B pareggiato 0-0 contro il Boyacá Chicó. Nel 2023 ha iniziato a giocare con continuità ed il 10 aprile ha segnato il suo primo gol decidendo la trasferta vinta 1-0 contro il Cortuluá. Al termine della stagione si è rivelato uno dei protagonisti della promozione del club in Categoría Primera A con 8 reti segnate in 44 incontri.

## Statistiche

### Presenze e reti nei club
Statistiche aggiornate all'11 gennaio 2025.
| Stagione                  | Squadra                   | Campionato                | Campionato | Campionato | Coppe nazionali | Coppe nazionali | Coppe nazionali | Coppe continentali | Coppe continentali | Coppe continentali | Altre coppe | Altre coppe | Altre coppe | Totale | Totale | Totale |
| Stagione                  | Squadra                   | Comp                      | Pres       | Reti       | Comp            | Pres            | Reti            | Comp               | Pres               | Reti               | Comp        | Pres        | Reti        | Pres   | Reti   |        |
| ------------------------- | ------------------------- | ------------------------- | ---------- | ---------- | --------------- | --------------- | --------------- | ------------------ | ------------------ | ------------------ | ----------- | ----------- | ----------- | ------ | ------ | ------ |
| 2021                      | Fortaleza C.E.I.F.        | B                         | 3          | 0          | CC              | 0               | 0               | -                  | -                  | -                  | -           | -           | -           | 3      | 0      |        |
| 2022                      | Fortaleza C.E.I.F.        | B                         | 2          | 0          | CC              | 0               | 0               | -                  | -                  | -                  | -           | -           | -           | 2      | 0      |        |
| 2023                      | Fortaleza C.E.I.F.        | B                         | 44         | 8          | CC              | 2               | 0               | -                  | -                  | -                  | -           | -           | -           | 46     | 8      |        |
| 2024                      | Fortaleza C.E.I.F.        | A                         | 37         | 7          | CC              | 5               | 1               | -                  | -                  | -                  | -           | -           | -           | 42     | 8      |        |
| Totale Fortaleza C.E.I.F. | Totale Fortaleza C.E.I.F. | Totale Fortaleza C.E.I.F. | 86         | 15         |                 | 7               | 1               |                    | -                  | -                  |             | -           | -           | 93     | 16     |        |
| Totale carriera           | Totale carriera           | Totale carriera           | 86         | 15         |                 | 7               | 1               |                    | -                  | -                  |             | -           | -           | 93     | 16     |        |